# Paolo Briguglia
Paolo Briguglia (Palermo, 27 maggio 1974) è un attore italiano.

## Biografia
Nasce a Palermo il 27 maggio 1974, secondo di quattro fratelli. Dopo la maturità classica al Garibaldi di Palermo, si iscrive all'università per studiare lettere antiche, corso che abbandona dopo due anni per frequentare l'Accademia nazionale d'arte drammatica di Roma dopo essere stato notato da due insegnanti; si diploma alla Silvio D’Amico nel 1998. Dopo aver debuttato in teatro, alterna il lavoro teatrale con quello televisivo e cinematografico.
Nel 2000 appare sul grande schermo con i film Il manoscritto del Principe di Roberto Andò e I cento passi di Marco Tullio Giordana, in cui interpreta il ruolo del fratello di Peppino Impastato, ucciso dalla mafia. Dello stesso anno è il cortometraggio L'affresco di Marco Bellocchio che lo ha voluto anche l'anno dopo nel corto Il maestro di coro, a cui fanno seguito, tra l'altro, il film Paz! (2002) e vari lavori televisivi: Francesco (2002), Giulio Cesare (2002) e L'inganno (2003).
Nel 2002 esce il film El Alamein - La linea del fuoco, diretto da Enzo Monteleone, dove interpreta il ruolo di un soldato italiano che, nell'ottobre 1942, è bloccato presso El Alamein insieme a suoi compagni. Grazie alla sua interpretazione, nel 2003 vince il Globo d'oro come migliore attore esordiente.
Successivamente è nel cast di Buongiorno, notte (2003), ancora diretto da Marco Bellocchio, a cui fanno seguito i film Movimenti e Stai con me, entrambi del 2004, Ma quando arrivano le ragazze? (2005) di Pupi Avati, e La terra (2006), regia di Sergio Rubini, per cui ottiene la candidatura come migliore attore rivelazione.
Tra gli altri suoi lavori, le fiction: Giovanni Falcone - L'uomo che sfidò Cosa Nostra di Andrea ed Antonio Frazzi (2006), Caravaggio, Il figlio della luna ed Era mio fratello, e i film: L'abbuffata e Non pensarci, tutti del 2007.
Nel 2009 ritorna nelle sale cinematografiche con i film La siciliana ribelle di Marco Amenta, Baarìa di Giuseppe Tornatore, Tris di donne e abiti nuziali di Vincenzo Terracciano, La cosa giusta di Marco Campogiani.
Ad aprile 2010 esce nelle sale l'opera prima dell'attore/regista Rocco Papaleo, Basilicata coast to coast, che vede Briguglia tra i protagonisti insieme allo stesso Papaleo, Alessandro Gassmann, Giovanna Mezzogiorno e, al suo debutto come attore, il cantautore Max Gazzè.
Nel 2022 debutta come conduttore su Food Network con il programma Ci vediamo al bar. Due anni più tardi ha un ruolo da protagonista nella serie I fratelli Corsaro con Beppe Fiorello.

### Vita privata
È sposato con la scenografa Alessandra Traina; la coppia ha tre figlie.

## Teatro
- Vigilanza stretta, regia di Umberto Cantone (1992)
- La pietra comicale, regia di Bob Marchese e Fiorenza Brogi (1993)
- Sacra rappresentazione di Abramo e Isacco, regia di Maria Cuscona (1994)
- Romeo e Giulietta, regia di Maria Cuscona (1996)
- Easy, regia di Ellen Stewart – spettacolo musicale (1996) - ETC di New York
- Calderón, regia di Domenico Polidoro (1997)
- Line, regia di Emanuele Floris (1998)
- Il viaggio, regia di Walter Manfrè (1998)
- Il gabbiano, regia di Giancarlo Nanni (1998)
- Oreste di Euripide, regia di Rosario Tedesco (1999)
- L'avaro di Molière, regia di Jérôme Savary (2000)
- Bellini a Puteaux di Domenico Trischitta, regia di Alessandro Di Robilant (2002)
- Elettra di Hofmannsthal, regia di Andrea De Rosa (2004)
- Nel mare ci sono i coccodrilli - Storia vera di Enaiatollah Akbari di Fabio Geda, produzione BAM teatro/ Palermo teatro Festival (2011)
- Nel nome del padre di Luigi Lunari, regia di Alfio Scuderi, produzione Teatro Biondo di Palermo (2017)
- Chi come me di Roy Chen, regia di Andrée Ruth Shammah, Teatro Franco Parenti di Milano (2024)
- Perfetti sconosciuti,  regia di Paolo Genovese (2025)

## Filmografia

### Cinema
- The Protagonists, regia di Luca Guadagnino (1999)
- Il manoscritto del Principe, regia di Roberto Andò (2000)
- I cento passi, regia di Marco Tullio Giordana (2000)
- L'affresco, regia di Marco Bellocchio (2000)
- Il maestro di coro, regia di Marco Bellocchio – cortometraggio (2001)
- El Alamein - La linea del fuoco, regia di Enzo Monteleone (2002)
- Paz!, regia di Renato De Maria (2002)
- Buongiorno, notte, regia di Marco Bellocchio (2003)
- Stai con me, regia di Livia Giampalmo (2004)
- Movimenti, regia di Claudio Fausti e Serafino Murri (2004)
- Ma quando arrivano le ragazze?, regia di Pupi Avati (2005)
- La terra, regia di Sergio Rubini (2006)
- Non pensarci, regia di Gianni Zanasi (2007)
- L'abbuffata, regia di Mimmo Calopresti (2007)
- La siciliana ribelle, regia di Marco Amenta (2009)
- Baarìa, regia di Giuseppe Tornatore (2009)
- Tris di donne e abiti nuziali, regia di Vincenzo Terracciano (2009)
- La cosa giusta, regia di Marco Campogiani (2009)
- Basilicata coast to coast, regia di Rocco Papaleo (2010)
- L'amore fa male, regia di Mirca Viola (2011)
- Workers - Pronti a tutto, regia di Lorenzo Vignolo (2012)
- La felicità è un sistema complesso, regia di Gianni Zanasi (2015)
- Il bambino di vetro, regia di Federico Cruciani (2015)
- Il figlio sospeso, regia di Egidio Termine (2016)
- Malarazza - Una storia di periferia, regia di Giovanni Virgilio (2017)
- Altri padri, regia di Mario Sesti (2021)
- Sulle nuvole, regia di Tommaso Paradiso (2021)
- Chiara, regia di Susanna Nicchiarelli (2022)
- War - La guerra desiderata, regia di Gianni Zanasi (2022)
- I racconti della domenica, regia di Giovanni Virgilio (2022)
- Garbage man, regia di Alfonso Bergamo (2023)

### Televisione
- Un medico in famiglia, regia di Riccardo Donna – serie TV, episodio 01x49 (1999)
- Giulio Cesare, regia di Uli Edel – miniserie TV (2002)
- Francesco, regia di Michele Soavi – miniserie TV (2002)
- L'inganno, regia di Rossella Izzo (2003)
- Il tunnel della libertà, regia di Enzo Monteleone – miniserie TV (2004)
- La buona battaglia - Don Pietro Pappagallo, regia di Gianfranco Albano – miniserie TV (2006)
- Giovanni Falcone - L'uomo che sfidò Cosa Nostra, regia di Andrea ed Antonio Frazzi – miniserie TV (2006)
- Il figlio della luna, regia di Gianfranco Albano – film TV (2007)
- Era mio fratello, regia di Claudio Bonivento – miniserie TV (2007)
- Caravaggio, regia di Angelo Longoni – miniserie TV (2008)
- Non pensarci - La serie – serie TV (2009)
- Crimini – serie TV, episodio 2x08 (2010)
- Il giudice meschino, regia di Carlo Carlei – miniserie TV (2014)
- Tutto può succedere 2 – serie TV (2017)
- Il cacciatore – serie TV, 14 episodi - Ruolo: Tony Calvaruso (2018-2020)
- Solo 2 – serie TV (2018)
- Non mentire, regia di Gianluca Maria Tavarelli –  miniserie TV (2019)
- Oltre la soglia – serie TV (2019)
- Le indagini di Lolita Lobosco – serie TV, episodi 1x01-1x04 (2021)
- I leoni di Sicilia – serie TV, episodi 1-2 (2023)
- I fratelli Corsaro – serie TV, 4 episodi (2024)
- Brennero – serie TV, 6 episodi (2024)
- La legge di Lidia Poët 2 – serie TV, 5 episodi (2024)
- Fuochi d'artificio – serie TV (2025)

### Cortometraggi
- L'affresco, regia di Marco Bellocchio (2000)
- Il maestro di coro, regia di Marco Bellocchio (2001)
- Giulietta della spazzatura, regia di Paola Randi (2003)
- Sulla riva del lago, regia di Matteo Rovere (2004)
- Lotta, regia di Daniele Anzellotti (2008)
- Solo di passaggio, regia di Alessandro Zonin (2010)
- Scossa, regia di Ugo Gregoretti, episodio Lungo le rive della morte (2011)
- La morte del sarago, regia di Alessandro Zizzo (2016)
- Il migliore del mondo, regia di Giovanni Dinatale (2016)
- Mélanie, regia di Nicholas Martini (2018)
- Happy Hour , regia di Fabrizio Benvenuto (2018)

### Audiolibri
- Nel mare ci sono i coccodrilli di Fabio Geda, Emons (2010)

## Programmi televisivi
- Ci vediamo al bar (Food Network, 2022-2024)

## Spot pubblicitari
- Banca Mediolanum (2025)

## Riconoscimenti
- Globo d'oro
  - 2003 - Premio migliore attore esordiente per El Alamein
- Premio 35mm
  - 2006 - Candidatura migliore attore rivelazione per La Terra
- Bobbio Film Festival
  - 2010 - Premio migliore attore per Basilicata coast to coast